# Campeonato Panamericano de Béisbol Sub-14 de 1995
El Campeonato Panamericano de Béisbol Sub-14 de 1995 con categoría Juvenil A, se disputó en Saltillo, México del 12 al 21 de julio de 1995. El oro se lo llevó México por primera vez.

## Equipos participantes
- Brasil
- Costa Rica
- El Salvador
- Estados Unidos
- Guatemala
- México
- Perú
- República Dominicana

## Resultados
| Posición | Selección            |
| -------- | -------------------- |
|          | México               |
|          | República Dominicana |
|          | Estados Unidos       |
| 4°       | Brasil               |
| 5°       | Guatemala            |
| 6°       | Perú                 |
| 7°       | Costa Rica           |
| 8°       | El Salvador          |